# Trollkrabba
Trollkrabba (Lithodes maja) är ett kräftdjur som finns i kalla vatten längs Europas och Nordamerikas kuster. I Sverige finns den på västkusten. Dess ryggsköld kan bli 13 till 14 centimeter och kroppen är täckt med taggiga utväxter. Ett annat kännetecken är att det femte benparet är litet och döljs av ryggskölden. Den lever på bottnar och dess föda är främst sjöstjärnor och ormstjärnor. Trollkrabban har en långsam fortplantningstakt och lämpar sig därför inte för kommersiellt fiske.